# Daniel Santana
Daniel Santana – portorykański zapaśnik walczący w obu stylach. Zajął czwarte miejsce na mistrzostwach panamerykańskich w 1979. Srebrny medalista igrzysk Ameryki Środkowej i Karaibów w 1982 roku.